# Steve Bacic
Steve Bacic (ur. 13 marca 1965 w Lisičiciu) – kanadyjski aktor pochodzenia chorwackiego.

## Filmografia

### Filmy
- 2000: 6-ty dzień jako Johnny Phoenix
- 2003: X-Men 2 jako Hank McCoy
- 2007: Facet pełen uroku jako Howard
- 2008: Gwiezdne wrota: Continuum jako Camulus
- 2011: Siła taktyczna jako oficer Blanco

### Seriale TV
- 1995: Z Archiwum X jako oficer
- 1996: Nieśmiertelny jako Luke Sarsfield
- 1996: Z Archiwum X jako agent Collins
- 1997: Millennium jako zastępca Kevin Reilly
- 1998: Z Archiwum X jako komandor SWAT
- 2000: Ziemia: Ostatnie starcie jako Scott Pierce / Zo’or
- 2000–2001: Andromeda jako Gaheris Rhade
- 2000: Gwiezdne wrota jako major Coburn
- 2001: Tajemnice Smallville jako Frank / pracownik garażu / były atleta
- 2001: Cień anioła jako żołnierz 2
- 2001: Władca zwierząt jako Kim
- 2006: Świry jako David Wilcroft
- 2007: Battlestar Galactica jako pułkownik Jurgen Belzen
- 2007: Flash Gordon jako Barin
- 2007: Więzy krwi jako Paul „Dirty” Deeds
- 2007: CSI: Kryminalne zagadki Miami jako Rod Vickers
- 2007: Ostry dyżur jako Derek Marchak
- 2008, 2020: Nie z tego świata jako dr Sexy oraz pastor Joe
- 2009: Tajemnice Smallville jako Vordigan
- 2009: Trzy na jednego jako Goran
- 2010: Agenci NCIS: Los Angeles jako Ruman Marinov
- 2011: The Listener: Słyszący myśli jako Luke Cassel
- 2014: Głos serca jako Charles Spurlock
- 2016: Aftermath jako Jeff Cottrell
- 2017: Arrow jako Sean Sonus